# Voo LAPA 3142
O voo LAPA 3142 foi uma rota aérea doméstica programada de Buenos Aires a Córdoba operado pela companhia aérea argentina Líneas Aéreas Privadas Argentinas. Foi operado por um Boeing 737-204C, matrícula LV-WRZ, que caiu em 31 de agosto de 1999 às 20h54 (UTC-3; 23:54 UTC), ao tentar sair do Aeroparque Jorge Newbery e não conseguir decolar. O acidente resultou em 65 óbitos — 63 dos ocupantes da aeronave e 2 no solo — além de ferimentos, alguns graves, em pelo menos mais 34 pessoas, protagonizando um dos acidentes mais graves da história da aviação argentina.

## Aeronave
O avião acidentado era um Boeing 737-204C, registrado na Argentina como LV-WRZ, número de produção 20389, linha 251, com motores JT8D-9A. Ele voou pela primeira vez em 14 de abril de 1970 e foi entregue pela Boeing à Britannia Airways em 17 de abril daquele ano. Foi registrado no Reino Unido como G-AXNB.
Quase 20 anos depois, em 1º de fevereiro de 1990, o avião foi vendido para a companhia aérea francesa TAT European Airlines, e registrado na França como F-GGPB.
Finalmente, a Lineas Aéreas Privadas Argentinas (LAPA) tomou posse do avião em 21 de dezembro de 1996, e voou sob o prefixo LV-WRZ. No momento do acidente, havia acumulado 64.564 horas de voo e 38.680 ciclos de decolagem/pouso. A aeronave tinha 29 anos e 139 dias no momento do acidente.

## Tripulação
O capitão do voo era Gustavo R. Weigel (45) e o co-piloto Luis Etcheverry (31). O comandante tinha 6.500 horas de experiência de voo, das quais 1.700 em Boeing 737, o tipo de aeronave que estava no acidente. O copiloto voou cerca de 600 de suas 4.000 horas no 737. Ambos os pilotos morreram no acidente.
Com relação aos dois pilotos, o relatório da JIAAC (posteriormente renomeada JST - Junta de Segurança no Transporte da Argentina) disse que "os registros de seu voo e treinamento em simulador mostraram repetidas características de voo negativas, e se eles conseguiram se afastar dessas características diante das dificuldades, sua má atitude se manifestou mais uma vez em atitudes descontraídas como a vista na cabine de comando do voo 3142".
Ainda que o referido relatório afirmasse que "os pilotos cumpriram requisitos técnicos e psicológicos" e que "sua experiência, tanto em voo geral, como com esse tipo de aeronave era adequada para o trabalho que desempenhavam", a ação posteriormente determinou que Weigel não estava apto para voar, pois sua licença havia expirado.
Embora essas questões pessoais em torno dos pilotos tenham tido uma influência muito significativa no acidente, a investigação legal realizada nos anos seguintes centrou-se em provar que os pilotos não eram os únicos culpados, mas que a falta de controle por parte da Força Aérea e da organização da LAPA a cultura também desempenhou um papel nos eventos que levaram ao acidente.

## Acidente

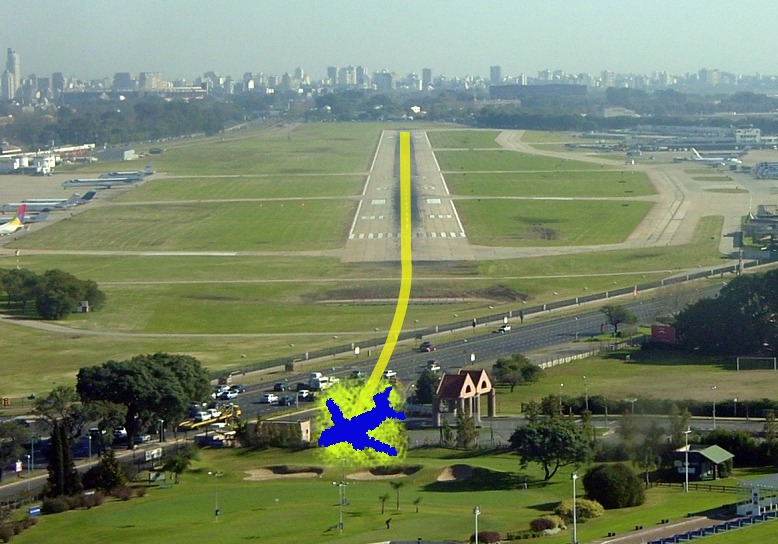
Trajetória que foi feita pela aeronave.

Assim que a aeronave iniciou a corrida de decolagem, o sistema de alerta de configuração de decolagem (TOWS) soou um alarme no painel de instrumentos da cabine de comando, indicando que a aeronave não estava configurada corretamente para o procedimento. A tripulação ignorou o aviso e continuou a decolagem, não percebendo que os flaps não estavam na posição de decolagem necessária e, em vez disso, estavam totalmente retraídos, impedindo a decolagem da aeronave. O jato ultrapassou a pista, rompendo a cerca do perímetro do aeroporto, atravessou uma estrada, atingindo um automóvel no processo e, finalmente, colidiu com máquinas de construção de estradas e um canteiro de rodovia. O derramamento de combustível sobre os motores quentes e o vazamento de gás natural de uma processadora no local resultaram em um incêndio que destruiu a aeronave.
A Junta de Investigaciones de Accidentes de Aviación Civil (JIAAC; posteriormente JST - Junta de Seguridad en el Transporte) determinou que os pilotos não configuraram a aeronave corretamente para a decolagem. A ação penal se concentrou em provar que as políticas e a organização da empresa, sem o controle da Força Aérea Argentina, foram os principais fatores que levaram ao acidente. Por exemplo, foi mencionado que um piloto foi autorizado a voar sem licença pela empresa. Por causa dessas falhas percebidas, alguns dos diretores da LAPA e o pessoal da Força Aérea responsável pelo monitoramento da companhia aérea foram levados a julgamento. Neste acidente morreram 65 pessoas e 37 ficaram gravemente feridas. Os sobreviventes do acidente sofreram queimaduras graves e muitos ficaram em um hospital por alguns meses para tratamento.

## Análise do acidente
A análise do voo acidentado pela JIAAC (JST) diz:
Na noite do desastre aéreo, o comandante chegou ao Aeroparque Jorge Newbery uma hora antes da decolagem, como de costume, para realizar um voo comercial regular (LAPA 3142), no qual 95 passageiros e 5 tripulantes deveriam ser transportados para o aeroporto de destino Ingeniero Ambrosio Taravella na cidade de Córdoba.
Ele chegou antes do primeiro oficial e teve uma conversa informal com o despachante de plantão. O briefing mencionado começou com o restante da tripulação do voo, e quando o primeiro oficial chegou, eles voltaram para as condições meteorológicas – que eram boas – e os NOTAMs para o aeroporto de destino, bem como para os alternativos. Ambos os pilotos controlaram o plano de voo. Vendo as boas condições meteorológicas, o comandante escolheu o Aeroparque Jorge Newbery como aeroporto alternativo e decidiu os requisitos de combustível para o voo. O primeiro oficial foi até a aeronave e o capitão o seguiu logo depois.
Todo o briefing durou cerca de dez minutos.
Não houve incidentes incomuns durante o briefing. Não houve comentários ou atitudes fora da norma de nenhum dos dois pilotos durante o briefing.
De acordo com o despachante, o capitão parecia muito bem e tão enérgico como de costume e o primeiro oficial parecia bem. O primeiro oficial, o comissário de voo e a tripulação de cabine chegaram primeiro à aeronave.
O primeiro oficial notificou um dos mecânicos que auxiliavam a aeronave que o consumo total de combustível era de 8.500 kg, tudo a ser armazenado em tanques nas asas. O mecânico confirmou o carregamento de combustível no tanque principal. Neste caso, conforme exigido pela documentação técnica da época, o combustível deveria ser movido para os tanques das asas. O mecânico começou esse trabalho quando o capitão chegou à aeronave.
Antes de entrar na cabine, jogou no chão o registro técnico do voo, demonstrando aborrecimento, confirmando essa atitude ao fechar posteriormente a torneira de transferência de combustível entre o tanque principal e os tanques das asas, trabalho que estava sendo realizado naquele exato momento pelo mecânico de voo assistente.
Durante os primeiros quatro minutos a bordo, o capitão, o co-piloto e o comissário conversaram sobre assuntos triviais de bom humor, concentrando-se nas questões pessoais do comissário. Quando o comissário deixou a cabine, a conversa mudou de tom e assunto enquanto discutiam uma situação controversa sobre seu relacionamento. O comandante disse, após uma repreensão do copiloto, que estava "a passar por maus momentos", ao que o copiloto respondeu que também estava a ter um mau dia.
Sem interromper a conversa e como parte dela, iniciou-se a leitura da Lista de Controle de Procedimentos (PCL) da aeronave, mesclada com as questões pessoais que os preocupavam e que os levavam a interpretar mal o checklist de procedimentos.
Essa situação confusa, em que o PCL era intercalado com conversas irrelevantes para a tarefa da tripulação, persistiu durante o “push back”, partida do motor e taxiamento, até o momento da decolagem, que foi atrasada por outras aeronaves que aguardavam à frente do LAPA vôo e tráfego intenso de chegada.
Durante essa espera final, os três homens estavam fumando na cabine e sua conversa poderia ser de interpretação duvidosa.

A decolagem teve início na Pista 13 do Aeroparque às 20:53, e apesar das velocidades de rotação de ultrapassagem (Vr) e segurança de decolagem (V2), a aeronave não conseguiu decolar, continuando em linha reta em seu trajeto de forma incontrolável , atingindo vários obstáculos e, finalmente, impactando um aterro.
Os detalhes do relatório:
"Em sua última volta após não decolar, a aeronave atingiu um carro Chrysler Neon que trafegava na avenida Rafael Obligado que fica após a Pista 13. O combustível do carro em contato com as faíscas da fuselagem deslizante contra o asfalto e o automóvel arrastado possivelmente provocou um incêndio na parte frontal esquerda da aeronave, que cresceu a partir da ruptura das asas que derramou combustível de aviação do tipo JP-1. Além disso, como resultado de uma planta reguladora de gás sendo atingida, um vazamento de gás se desenvolveu. O fogo se moveu para a parte de trás da aeronave, cobrindo-a inteiramente."
Após o impacto contra o solo, mas antes de pegar fogo, uma comissária de bordo tentou segurar e operar um extintor de incêndio, mas não conseguiu porque já estava muito quente. Ela também tentou, sem sucesso, abrir a porta traseira direita que estava emperrada – provavelmente devido à deformação. Finalmente, outro comissário de bordo conseguiu abrir a porta traseira esquerda, permitindo que vários passageiros fossem evacuados antes que o fogo se propagasse. O lado direito da fuselagem mostrava uma abertura, por onde alguns passageiros escaparam.
Nas portas, versões preliminares do relatório acrescentavam que "o slide dianteiro esquerdo L1, de cor cinza, foi encontrado acionado, mas sem pressão", o que significa que foi necessário um esforço muito maior para abrir a porta. Os primeiros relatórios também consideraram que a ausência de um carrinho de comida ou bebida na cozinha traseira da aeronave ajudou, uma vez que a distância a pé até a saída foi notavelmente reduzida.
Corpos de bombeiros do aeroporto, bem como da Polícia Federal e da Prefeitura Naval portenha combateram o incêndio. A operação de evacuação foi comandada pelo Serviço de Atendimento às Urgências Médicas (SAME) da cidade, que utilizou 15 ambulâncias próprias e algumas de hospitais particulares. Com base na gravidade de seus ferimentos, as vítimas foram levadas para diferentes centros de tratamento.

## Investigação

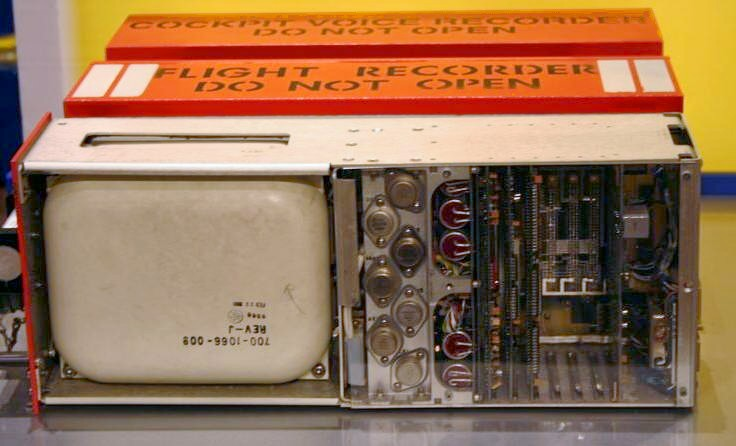
O CVR (gravador de voz) e o FDR (gravador de dados), mais conhecidos como “caixas pretas”, que registram as conversas da cabine e as informações de navegação do avião.

O relatório da JIAAC foi apenas um dos documentos levados em consideração na investigação judicial, embora tenha sido criticado por se concentrar apenas em culpar diretamente os pilotos.
Durante os três dias após o acidente, o Conselho Nacional de Segurança e Transporte dos Estados Unidos (CNST; NTSB - National Transportation Safety Board em inglês) enviou uma equipe para ajudar a JIAAC na investigação. Essa equipe era composta por um representante da agência americana e técnicos da Boeing, Pratt & Whitney e da Administração Federal de Aviação dos EUA (AFA; FAA - Federal Aviation Adminstration em inglês). Na Argentina, esses pesquisadores trabalharam com o pessoal da JIAAC, formando equipes de acordo com suas áreas de especialização.
O gravador de dados de voo (FDR) e o gravador de voz da cabine (CVR) foram lidos na sede do NTSB em Washington, D.C. Com essas informações, foi construída uma animação computadorizada da tentativa fracassada de decolagem.

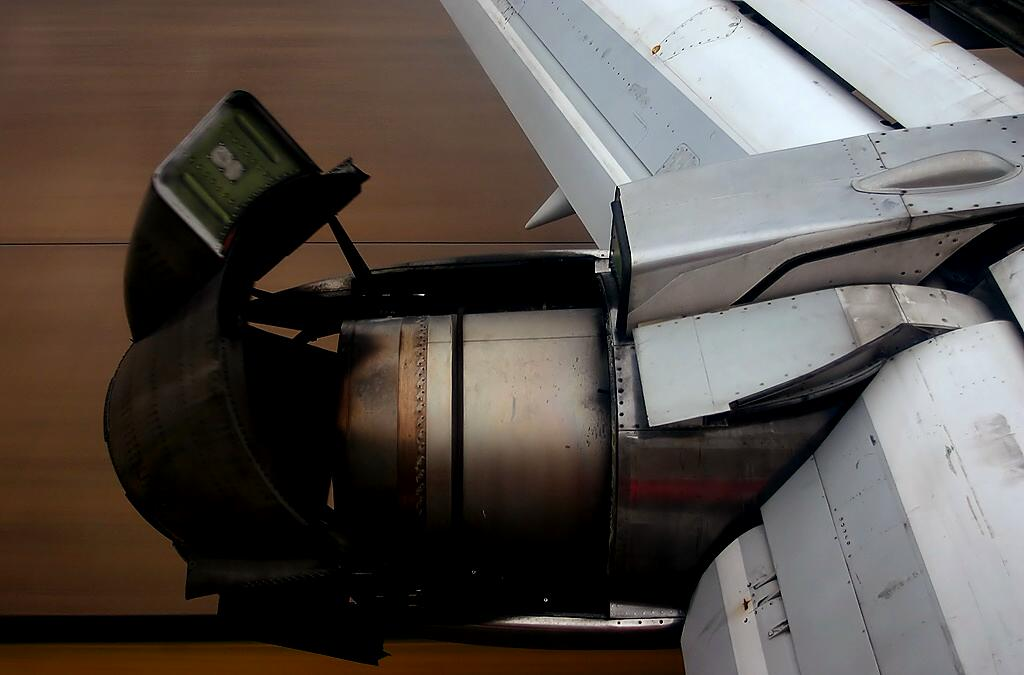
Um Boeing 737-200 durante o pouso com seus reversores de empuxo aplicados e os flaps estendidos

Outro aspecto que foi estudado e analisado foi a aderência ao plano de manutenção na documentação técnica disponível. A análise levou os investigadores a acreditar que a aeronave, seus componentes e seus motores cumpriam os requisitos estabelecidos no plano de manutenção e as especificações operacionais aprovadas pela Dirección Nacional de Aeronavegabilidad (Direção Nacional de Aeronavegabilidade).
Para completar a investigação detalhada, os técnicos do JIAAC remontaram os principais componentes da aeronave em um hangar do Aeroparque. Eles também limparam, identificaram e analisaram as placas, atuadores, equipamentos eletrônicos, o pedestal da cabine, etc. que foram recuperados do local do acidente, e desmontaram ao máximo os motores do avião, dado o estado de destruição que enfrentavam. Os técnicos inspecionaram o sistema hidráulico dos reversores de empuxo de ambos os motores e o sistema de frenagem do trem de pouso, todos em condições de funcionamento suficientes.
A investigação concluiu que os motores quase certamente funcionaram até o impacto final, embora seu comportamento naquele momento específico não pudesse ser determinado com precisão. No entanto, a partir da leitura do FDR observou-se que ambos os motores tinham empuxo igual e foram ajustados para fornecer empuxo para decolagem antes que a potência fosse reduzida e os reversores fossem aplicados. Para determinar se houve uma colisão com pássaros, o Instituto Nacional de Investigações de Ciências Naturais (Instituto Nacional de Investigaciones de las Ciencias Naturales) realizou um estudo com resultados negativos.
Os reversores de empuxo - que estão localizados atrás do motor e direcionam o escapamento para frente para desacelerar a aeronave rapidamente após o pouso (veja a imagem) - foram encontrados seriamente danificados, mas o mecanismo hidráulico do motor esquerdo foi ajustado para empuxo reverso, enquanto o direito um foi definido para impulso para a frente. A investigação não conseguiu determinar se os reversores foram intencionalmente ativados e posteriormente desativados.
Foi importante para a investigação estabelecer a posição dos acionadores mecânicos nos flaps, pois a falta de desdobramento foi uma causa fundamental do acidente. Uma investigação especial foi realizada para estabelecer o que havia acontecido com as abas. Os flaps estendidos alteram as características aerodinâmicas da aeronave, dando à aeronave sustentação para sair do solo a uma velocidade mais baixa em uma distância menor do que seria possível sem flaps. Mesmo que fosse possível atingir a maior velocidade de decolagem sem flaps antes do final da pista, ainda seria necessário ter pista suficiente para isso. Por isso, na prática, não existem pistas que permitam a decolagem de aeronaves de médio e grande porte sem flaps.
A principal descoberta dentro dos restos do avião foi que todos os operadores de engrenagem helicoidal dos flaps examinados estavam na posição desenrolada, indicando que os flaps não foram acionados. Isso corresponde ao comando de flap no cockpit que também estava na posição sem flaps, que as leituras no gravador de dados indicam que eles foram retraídos e que as luzes dos flaps estavam apagadas, indicando que não foram ativadas.
O som do alarme registrado pelo gravador de voz da cabine indicou que havia um problema com as configurações de partida. A gravação mostrou que no momento da partida os flaps não estavam na posição correta para a decolagem.
Foi realizado um estudo no circuito elétrico para determinar a posição dos disjuntores elétricos no sistema de alerta de decolagem. Além disso, foi realizado um estudo sobre os filamentos das luzes indicadoras das lâminas.
As luzes indicadoras estavam desligadas, o único alarme de incêndio estava desligado e os principais indicadores de advertência (Master Caution) estavam acesos. Este último pode ser ativado por qualquer uma de uma longa lista de possíveis falhas que resultem na destruição da aeronave. Na cabine de comando do Boeing 737 a tripulação tinha um comportamento distraído, tranquilo, enquanto conversavam sobre assuntos que não se relacionavam de forma alguma ao voo.

### Transcrição do gravador de voz
A investigação da caixa negra do Voo LAPA 3142 surpreendeu os investigadores:
- 60% das conversas registradas não eram sobre o voo.
- O clima da cabine era de muita descontração, com conversas alheias ao voo e risos, característica de uma companhia aérea com problemas como a LAPA.

Trecho das gravações extraídas da caixa-preta do LAPA 3142:
- Boa noite!
- Olá, tudo bem?
- Tudo bem cara, como vai?
- Vem a Cordoba, vai!
- Tem algum solteiro que te interessa?
- Sim...
- Mas você não falou quem é.
- Vocês não conhecem. Não é daqui, nada a ver.
- Eh... Bom, eu ia a falar que eu vou com o Vargas.
Após certo tempo, um alarme soa na cabine avisando os pilotos de que algo está errado.
- Não sei o que está acontecendo, velho.
Neste momento, a tripulação agiu de forma incorreta, pois deveria ter abortado a decolagem. Os flaps já estavam em posição incorreta, e devido a isso um alarme soou na cabine.

- Mas está tudo bem.
Após a última frase ocorre o acidente e a gravação de voz se encerra.

### Causa provável
De acordo com a comissão de investigação, a causa imediata do acidente foi:

"A tripulação do voo 3142 da LAPA esqueceu de estender os flaps das asas para iniciar a partida e ignorou o alarme que os avisava do erro na configuração para a decolagem."

### Fatores contribuintes
O relatório da JIAAC (JST) cita os seguintes fatores como contribuintes para o acidente:
- Falta de disciplina da tripulação, que não fazia a reação lógica de abortar a decolagem e checar erros quando o alarme soava quando os motores ligavam e como continuava soando até a tentativa de decolagem.
- Excesso de conversas irrelevantes para o voo e momentos de grande intensidade emocional entre os pilotos que se misturaram com a leitura do checklist de voo, resultando na omissão da parte dos procedimentos em que os flaps para decolagem devem ser estendidos.
- Problemas pessoais, familiares, econômicos ou outras questões de ambos os pilotos que interferiam em sua maneira operacional.
- Triagem psicológica insuficiente, resultando na incapacidade de detectar quando os pilotos estavam sofrendo de problemas pessoais que influenciavam sua habilidade como pilotos.
- Conhecimento e discussão de assuntos muito pessoais e não relacionados ao trabalho entre os pilotos e com a tripulação de voo que fomentavam um clima carente de foco e concentração necessários para as tarefas operacionais.
- Agravamento do comportamento anterior negativo do capitão em voo por sua situação pessoal e interações dentro da cabine antes e durante a emergência.
- Características de voo anteriores negativas do primeiro oficial que se manifestaram durante a leitura da lista de procedimentos de controle, todas ocorrendo em uma cabine cujos ocupantes tinham sua atenção em questões pessoais não relacionadas ao voo.
- Falta de reconhecimento ou comprovação imediata por parte dos pilotos da relação entre o tipo de alarme sonoro e a configuração inadequada de decolagem, e o não emprego correto dos flaps para a decolagem.
- Projeto do sistema de alarme no Boeing 737 que não assegurava que a tripulação respondesse às informações que os alimentava e permitia que continuassem com a decolagem independentemente.

## Vítimas
A tabela abaixo mostra as vítimas incorridas pelo acidente conforme relatado pela JIAAC:
|             | Mortos | Feridos Graves | Feridos Leves | Ilesos |
| ----------- | ------ | -------------- | ------------- | ------ |
| Tripulantes | 3      |                |               | 2      |
| Passageiros | 60     | 15             | 16            | 4      |
| Em solo     | 2      | 2              | 1             |        |
| Total       | 65     | 17             | 17            | 6      |

## Processo criminal
Após o acidente, o processo criminal ficou nas mãos do juiz federal Gustavo Literas, que, nos primeiros meses, recebeu o laudo preliminar do JIAAC e ouviu depoimentos de dezenas de mecânicos da LAPA.
No início de março de 2000, o juiz convocou 540 pessoas para depor, a maioria pilotos, copilotos e comissários de bordo da LAPA. A partir deste ponto, a investigação centrou-se na teoria de que, além do erro do piloto, a causa final do acidente foram problemas estruturais na gestão das operações de voo. Durante as duas primeiras semanas de março, foram recolhidos testemunhos de cerca de 140 pessoas e nesta altura quase todos os sobreviventes também deram testemunho.
Em 14 de maio de 2000, o juiz Carlos Liporaci, que substituiu o juiz Literas (que estava de licença), ordenou uma busca na sede da LAPA e na sala de operações do Aeroparque, apreendendo os arquivos dos pilotos da empresa. O secretário do tribunal, Pablo Bertussi, disse: "Quando aconteceu o acidente, levamos apenas os arquivos dos pilotos daquele voo. Agora queremos rever os dos outros pilotos desta empresa".

Em 18 de maio de 2000, a JIAAC entregou seu relatório final sobre o acidente ao juiz. O relatório foi questionado por fontes judiciais porque se concentrava apenas em culpar os pilotos. Sobre esta reportagem, o jornal La Nación disse no dia seguinte:
"Mesmo assim, segundo fontes judiciais, o dossiê ainda é mais um laudo pericial, e o juiz Gustavo Literas, que investiga o caso, pediu à Aeronáutica o envio dos arquivos que motivaram as conclusões do laudo. O juiz quer que todas as alegações sejam baseadas e apoiadas por documentos, de acordo com nossas fontes".

### Indiciamentos
Na semana seguinte, em 24 de maio de 2000, o juiz pediu o indiciamento de 32 pessoas, incluindo Gustavo Andrés Deutsch, presidente da LAPA; o ex-chefe da Força Aérea, general de brigada Rubén Montenegro (aposentado); o ex-chefe da Divisão Nacional de Aeronavegabilidade, Brigadeiro Juan Baigorria (aposentado); o ex-chefe da Divisão de Licenças Aeronáuticas, Comodoro Damián Peterson (aposentado); o ex-chefe do Instituto Nacional de Medicina Aeronáutica e Espacial, Comodoro Diego Lentino (aposentado); e o ex-chefe do Comando das Regiões Aéreas, Brigadeiro Major Enrique Dutra. Literas também ordenou a apreensão dos bens de Deutsch e 11 outros líderes da LAPA no valor de 60 milhões de pesos.

Sobre o andamento da investigação, o jornal Página/12 comentou no dia seguinte:
A investigação destacou a falta de uma política de recursos humanos na LAPA. "Deve ter havido mais perícia e rigor nos testes dos pilotos. Detectamos negligência e flexibilidade", explicou uma fonte judicial sênior à Página/12. Nenhuma das inspeções da Força Aérea que Weigel passou – que morreu no acidente – serviu para detectar seu comprovado desempenho anormal. "É inaceitável que eles continuem a fazer os mesmos testes psicofísicos que fizeram comigo quando prestei serviço militar", disse um oficial grisalho indignado.
Pouco menos de um mês depois, em 22 de junho de 2000, Gustavo Deutsch – presidente da LAPA – compareceu para sua declaração e respondeu a mais de 100 perguntas do juiz e dos procuradores-gerais. O La Nación informou que, segundo uma fonte judicial, Deutsch "não revelou informações úteis para a investigação". Mesmo assim, Deutsch foi o único funcionário da LAPA que respondeu às perguntas, já que os demais optaram por não responder.
Até o final de agosto, próximo ao aniversário de um ano da tragédia, a investigação havia acumulado 1.600 páginas de processos em 80 seções, tinha ouvido 1.500 testemunhas e 34 acusações foram realizadas no processo judicial. A essa altura, as diversas fontes de informação já haviam fornecido indícios suficientes para mostrar que, embora a causa direta do acidente tenha sido erro humano, o piloto não estava em condições de comandar um avião; assim, a responsabilidade também recaiu em parte sobre os funcionários da empresa e vários chefes de alto nível da Força Aérea.
No início de novembro de 2000, a segunda sessão do Tribunal Federal de Apelação anulou o confisco de 60 milhões de pesos que o juiz havia ordenado contra os funcionários da LAPA.

### Encargos formais
Em 22 de dezembro de 2000, em um processo de 1.200 páginas, o juiz Literas acusou quatro oficiais da LAPA e três membros da Força Aérea. Os funcionários da LAPA foram acusados de estrago culposo e lesão corporal culposa (sem intenção) e incluíram:
- Gustavo Andrés Deutsch – Presidente.
- Ronaldo Patricio Boyd – Diretor geral.
- Fabián Chionetti – Gerente de Operações.
- Nora Arzeno – Gerente de recursos humanos.

Da mesma forma, vários membros da Força Aérea foram processados por abandono de funções em cargos públicos:
- Brigadeiro Major Enrique Dutra (aposentado) – Chefe do Comando das Regiões Aéreas.
- Comodoro Carlos Petersen (aposentado) – Diretor de Capacitação e Promoção.
- Comodoro Diego Lentino (aposentado) – Diretor do Instituto Nacional de Medicina Aeronáutica e Espacial.

Quando a resolução foi divulgada, também previa a apreensão dos bens do presidente da LAPA, Gustavo Deutsch, no valor de 40 milhões de pesos, 500 mil para o diretor geral Ronaldo Boyd e 100 mil para cada um dos demais gerentes. Todos os acusados escaparam da prisão.

Com relação ao motivo por trás de acusar os funcionários da LAPA, o jornal La Nación baseou-se na resolução judicial:
Já existem elementos prima facie suficientes para sustentar que os acusados cumpriram negligentemente os deveres e obrigações que lhes foram atribuídos, consequentemente criando uma situação de perigo que acabou por produzir o desastre investigado, desde a chegada do comandante Gustavo Weigel à companhia, permitindo a desenvolvimento de sua carreira dentro dela, até o momento da montagem da tripulação que estava a cargo do voo 3142 em 31 de agosto de 1999.
O jornal Clarín acrescentou que a resolução afirma que "uma grande parte dos pilotos violou seus períodos anuais de férias. Quanto às atividades dos diretores da corporação LAPA, há evidências de um procedimento desleixado nas áreas de segurança e especialmente seleção de pessoal”.

Quanto ao motivo da acusação dos militares, o juiz fez o seguinte comentário sobre o Comando das Regiões Aéreas (CRA) da Aeronáutica:
O CRA ainda não estabeleceu uma política clara para a seleção de inspetores, nem planos para as instruções iniciais e periódicas de seu pessoal que contemplem os requisitos mínimos para o desempenho de suas funções nas áreas de manuseio de licenças e supervisão de operação.

### Troca de juízes
Em março de 2001, o juiz Literas renunciou ao cargo e o caso passou para as mãos do juiz Claudio Bonadio.
Dois anos depois de seu início, o expediente do caso tinha 110 seções, mais de mil depoimentos e sete acusados que aguardavam a decisão da Justiça Federal sobre se seriam levados a júri popular. O juiz também aceitou Nora Nouche, sócia do copiloto, como autora e a reconheceu como mais uma vítima e não um dos responsáveis.
Em 8 de novembro de 2001, o caso teve nova troca de juri e passou para o juiz Sergio Torres.

### O julgamento continua
Cerca de oito meses depois, em 15 de julho de 2002, a segunda sessão do Tribunal Federal de Recursos confirmou as acusações de Deutsch, Boyd e Chionetti, além de revogar a acusação contra Nora Arzeno. Também revogou a demissão de Alfredo De Víctor e Valerio Diehl, os antecessores de Chionetti na gestão de operações da LAPA, bem como de José María Borsani, chefe da divisão Boeing 737 da LAPA. Ao mesmo tempo, reconheceu a falta de mérito dos instrutores de voo Vicente Sánchez, Alberto Baigorria, José Héctor García e Juan Carlos Ossa.
Entre os militares, a Justiça Federal decidiu revogar as acusações feitas inicialmente contra Enrique Dutra, Damián Peterson e Diego Lentino.

O jornal La Nación fez o seguinte comentário sobre a resolução da Corte:
O ponto central da resolução dos deputados Horacio Cattani, Martín Irurzun e Eduardo Luraschi é a análise da trajetória profissional de Weigel. A partir desta avaliação, sustentaram, “pode-se afirmar a existência de ações negligentes daquelas pessoas (os acusados) que, de uma forma ou de outra, permitiram que o piloto (Weigel) estivesse no comando de um avião”.
Os magistrados entenderam que, tendo como pressuposto que um dos princípios básicos da atividade aeronáutica é a segurança, “não se deve passar por cima nem minimizar os erros cometidos pela tripulação durante os exames iniciais ou acompanhamentos (exames de recertificação de habilidade) , seja em voo ou em simulador, que fornecem observações como as que constavam no dossiê do piloto falecido (Weigel)."
Assim, enumeraram uma longa série de erros e desatenção cometidos pelo piloto durante seus exames. De acordo com o material contido no expediente que foi incorporado à revisão judicial, notou-se já em abril de 1994 que Weigel "aparecia lento" e que "deveria melhorar seu domínio de listas e procedimentos ... com a pontuação mínima" e foi posteriormente certificado por seus instrutores.

Nesse mesmo ano, seu arquivo afirmava que Weigel precisava melhorar sua coordenação no cockpit e seu uso das listas de verificação. "Uma avaliação mostra que ele estava desinformado sobre seu papel apropriado; como consequência disso, ele não lidera bem e há falta de segurança e coordenação na cabine de comando", segundo seu arquivo.
Em 17 de outubro, funcionários federais solicitaram uma nova acusação contra Dutra, Petersen, Lentino e Arzeno, cujas acusações a Justiça Federal havia revogado.
No dia seguinte, o Clarín revelou que funcionários federais "em carta de 40 páginas, apresentada ao juiz federal Sergio Torres, afirmaram que, no momento do acidente da LAPA, não dispunham de um Manual de Operações revisado e aprovado fornecido pelo Comando de Aeronáutica Regiões” e que “este documento era obrigatório e deveria ter regulamentado a estrutura organizacional e administrativa da companhia aérea, os equipamentos mínimos que um avião deve ter, e até os procedimentos a seguir em caso de acidente”.
Ao mesmo tempo, o La Nación alegou que "Arzeno foi responsável por um fato pouco conhecido: Weigel, embora não devesse ter permissão para voar após suas ações anteriores, também não deveria estar no comando de um avião no dia da tragédia porque sua licença expirou."
Pouco mais de um ano depois, em 1º de dezembro de 2003, a segunda sessão da Justiça Federal confirmou as acusações contra Dutra, Peterson e Lentino, acusando-os dos crimes de "abuso de autoridade e descumprimento de responsabilidades de cargo público". " Entre os motivos citados pelos juízes estão a falta de controles e que "as avaliações feitas à tripulação foram totalmente insuficientes para apresentar um perfil claro dos sujeitos".
Além disso, revogou a demissão de Arzeno e o acusou de negligência. Os juízes, de acordo com as informações retiradas do La Nación, disseram que "o comportamento humano não ocorre no vácuo, mas é um reflexo do ambiente corporativo e regulatório em que ocorre. Para os parlamentares, houve uma "clara relação" entre os cursos que o Piloto Weigel não havia concluído e "as violações que ocorreram na cabine de comando" naquele dia fatídico, algo que não foi percebido pelos gestores que controlavam o processo.
Em 10 de setembro de 2004, o oficial federal Carlos Rívolo exigiu que o acusado fosse julgado em um processo de júri público. O pedido, com cerca de 600 páginas, pedia o julgamento de Gustavo Deutsch, Ronaldo Boyd, Fabián Chionetti, Nora Arzeno, Valerio Diehl e Gabriel Borsani por estrago culposo e lesão corporal culposa. No mesmo sentido, solicitou o julgamento de Enrique Dutra, Damián Peterson e Diego Lentino, solicitando que sejam acusados de "descumprimento dos deveres do cargo público".
Sobre este pedido, o jornal Infobae disse que "entre outras considerações, Rívolo destacou que o piloto do avião destruído, Gustavo Weigel, morto no acidente, tinha a licença de piloto "regularmente vencida" e reconheceu que o aviador, antes da decolagem , "não havia verificado se as portas estavam fechadas" e "disse que sempre se esquecia de fechar as portas".

Em 9 de junho de 2005, o Tribunal Federal de Recursos rejeitou os pedidos de nulidade que vários dos acusados haviam proposto e ordenou que fossem julgados por júri. O jornal Infobae comentou:
A defesa, liderada por Jorge Sandro, rejeitou a acusação fiscal como "incongruente" e declarou que os acusados não receberam "uma descrição clara, precisa e detalhada" dos crimes de que eram acusados e, portanto, foram negadas "as garantias do devido processo legal e do direito de defesa”.
Ele acrescentou que Deutsch e Boyd "não tinham a autoridade de seleção, instrução e controle dos pilotos e membros da tripulação" e Chionetti "aduziu que havia obtido a autoridade relevante poucos meses antes do incidente".
No entanto, os Juízes Horacio Cattani e Eduardo Luraschi ratificaram a nulidade desses recursos. "Tais questões, de certa forma, dizem respeito à declaração anulatória e representam mera denúncia da defesa contra o tratamento dado ao grupo", disseram em nota.
A Corte sustentou que de uma "simples leitura" da acusação fiscal emergiu uma descrição clara de como os fatos ocorreram e as acusações contra os diretores, em relação "aos erros cometidos pelo piloto e copiloto do voo destruído como reflexo da 'imprudência' que incorreu em desrespeito ao princípio da segurança de voo."

"Não resta dúvida de que, agora que esta fase da investigação chegou, é um momento oportuno para fazer perguntas durante as discussões da fase de julgamento do júri", destacou o comunicado.
Em 5 de julho de 2005, o Juiz Torres concluiu o processo e julgou todos os acusados, consequentemente formando um tribunal para julgá-los. Nove pessoas acabaram sendo acusadas: seis oficiais da LAPA e três membros da Força Aérea Argentina (FAA). Acusados de estrago culposo estavam Gustavo Deutsch (ex-presidente da LAPA), Ronaldo Boyd (diretor geral da LAPA), Fabián Chionetti e Valerio Diehl (Gerentes de Operações da LAPA), Gabriel Borsani (chefe da Linha B-737 da LAPA) e Nora Arzeno (Gerente de Recursos Humanos da LAPA). Por abandono de funções em cargos públicos, os acusados foram Enrique Dutra (ex-Comandante de Regiões Aéreas da FAA), Damián Peterson (ex-Diretor de Licenças Aeronáuticas) e Diego Lentino (ex-Diretor do Instituto Nacional de Medicina Aeronáutica e Aeroespacial).

O site de notícias Infobae descreveu a resolução judicial nos seguintes termos:
Na resolução, o juiz reiterou que os fatores determinantes para que o acidente ocorresse foram "a falta de controle efetivo e, posteriormente, a tomada de medidas pelos responsáveis da empresa LAPA S.A. em nível decisório, no que diz respeito aos aspectos pertinentes à segurança do voo."
Desta forma, ele responsabilizou os diretores das companhias aéreas por terem cumprido “de forma negligente” as responsabilidades de seus cargos incluindo a contratação do piloto Gustavo Weigel, permitindo o desenvolvimento de sua carreira no negócio.
O juiz destacou "o contato constante e permanente e a participação direta que Deutsch e Boyd tiveram na política de avanço do negócio" e os repreendeu pela "falta de controle efetivo que poderia ter possibilitado aos pilotos superar os erros comprometido."
Os acusados enfrentam apreensões de bens de um milhão de dólares e acusações que lhes foram acumuladas do tribunal comercial que realizou o exame público da companhia aérea.
Quanto aos membros da Aeronáutica, serão julgados por descumprimento da lei de controle de conteúdo do Manual de Operações do setor aéreo e das normas para treinamento de pilotos de avião.
Nesse sentido, o juiz reiterou que Lentino foi acusado de não ter cumprido adequadamente sua função principal, ou seja, realizar verificações de controle sobre a aptidão psicofisiológica dos pilotos.
O crime de que são acusados os ex-funcionários tem pena de até dois anos de prisão e prisão especial pode dobrar o tempo quando o delito é cometido em exercício de funções públicas.

O julgamento final do caso foi adiado por moções apresentadas pela defesa de vários acusados para retardar o processo de julgamento do júri, as quais foram finalmente rejeitadas semanas depois pelo Tribunal Federal de Buenos Aires.

### Veredicto, conclusão inicial e revogação de condenações
Em suma, a culpa recaiu sobre o piloto Gustavo Weigel, que morreu no acidente, e sobre os responsáveis por acompanhar seu desempenho no trabalho.
Em 23 de julho de 2005, um dos acusados, Enrique Dutra, foi encontrado morto em um carro estacionado em sua garagem, no bairro de Villa Carlos Paz, em Córdoba. Acreditava-se amplamente que era um suicídio.
Em 28 de fevereiro de 2006, os dois ex-membros da Força Aérea solicitaram que o tribunal arquivasse as acusações contra eles devido à prescrição. Segundo o seu pedido, que foi aceito, o processo contra eles deveria ter sido arquivado porque decorreram mais de quatro anos entre as primeiras acusações e a sentença, e o crime de que eram acusados tinha uma pena máxima de dois anos. No entanto, a parte reclamante recorreu da decisão, e o caso foi levado ao Tribunal Superior, que decidirá sobre o assunto. Quanto aos funcionários da LAPA, eles foram acusados de "estrago culposo", um crime com pena máxima de quatro anos de prisão, portanto, eles ainda não podiam apelar para a prescrição.
O julgamento no tribunal superior ocorreu no "Tribunal Oral Federal Nº 4" a partir de 28 de março de 2007. O tribunal foi designado para ser composto pelos juízes Leopoldo Bruglia, María Cristina Sanmartino e Horacio Vaccare, mas o último decidiu se abster depois que parentes das vítimas contestaram sua imparcialidade. Seus colegas decidirão se aceitam sua demissão.
Em 2 de fevereiro de 2010, Fabián Chionetti (gerente de operações) e Nora Arzeno (gerente de recursos humanos) foram ambos considerados culpados de negligência criminal e ambos foram condenados a três anos de prisão, enquanto os demais foram absolvidos das acusações. No entanto, em 11 de fevereiro de 2014, as condenações de Chionetti e Arzeno foram revogadas pela IV Câmara da Câmara Federal de Cassação, pois o tempo que levou para levar a julgamento todos os acusados ultrapassou os prazos legais. Todo o caso foi considerado impune.

## Na cultura popular
O acidente foi reconstituído no 9º episódio da 17ª temporada da série canadense Mayday, também conhecida como Air Crash Investigation (no Reino Unido, Austrália e Ásia), Air Emergency & Air Disasters (nos EUA) e Mayday! Desastres Aéreos (no Brasil). O episódio é intitulado "Deadly Discussions" ("Discussões Mortíferas" no Brasil).
A série de documentários "Catástrofes Aéreas América Latina" produzida pelo Discovery Channel em parceria com a Ancine também fez uma reconstituição do desastre aéreo no episódio "LAPA 3142".

O filme Whiskey Romeo Zulu trouxe a história do acidente para as telonas. Ele estrelou e foi escrito e dirigido por Enrique Piñeyro, ator, médico e ex-piloto da LAPA. É uma reprodução fictícia do cenário do acidente visto pelos olhos do próprio Piñeyro, que na verdade foi piloto da LAPA de 1988 a 1999. Piñeyro renunciou ao cargo em junho de 1999 - apenas dois meses antes do acidente - depois de dar voz suas preocupações sobre a política de segurança da companhia aérea. Sobre sua motivação para fazer o filme, Piñeyro disse:
Eu estava pessoalmente interessado em relatar como o acidente aconteceu, não o fato de que os pilotos esqueceram os flaps e o avião explodiu, mas por que eles esqueceram os flaps. E qual foi o processo, porque esquecer as abas foi a gota d'água que quebrou as costas do camelo em uma série de tremendas violações dos regulamentos. Eu estava interessado em retratar o que não é aparente sobre o acidente, não apenas o elo final (o piloto). Porque todos os links que vieram antes estavam convenientemente escondidos porque comprometiam o estabelecimento, o negócio.